# Rodrigo García (wielrenner)
Rodrigo García Rena (Miajadas, 27 februari 1980) is een Spaans voormalig wielrenner die in 2010 zijn carrière afsloot bij Xacobeo Galicia.

## Overwinningen
2003
2e en 4e etappe Ronde van Lleida
2e etappe Vuelta a la Montana Central de Asturias
Eindklassement Vuelta a la Montana Central de Asturias
2004
Eindklassement Copa de España
1e etappe Ronde van Toledo
Eindklassement Ronde van Toledo
2e etappe deel A Vuelta a la Montana Central de Asturias
2006
Combinatieklassement Ruta del Sol
2007
4e en 5e etappe Ronde van Asturië
Sprintklassement Ronde van Burgos

## Ploegen
- 2005 –  Kaiku
- 2006 –  Kaiku
- 2007 –  Fuerteventura-Canarias
- 2008 –  Extremadura
- 2009 –  Miche-Silver Cross-Selle Italia
- 2010 –  Xacobeo Galicia

Carvajal · García · Giancecchi · Giunti · Marczyński · Moletta · Muto · Niemiec · Palandri · Saracini · F. Scarponi · G. Scarponi · S. Scarponi · Szczawiński · Tondo · Valentini · L. Zafferani · M. Zafferani · Majka (stagiair)
- WorldCat: E39PBJdRxqFxgYFWCyvQBgMkjC